# South African Open 1984
Il South African Open 1984 è stato un torneo di tennis giocato cemento. È stata l'8ª edizione del torneo che fa parte del Volvo Grand Prix 1984 e del Virginia Slims World Championship Series 1984. Il torneo si è giocato a Johannesburg in Sudafrica: quello femminile dal 30 aprile al 6 maggio, quello maschile dal 19 al 25 novembre 1984.

## Campioni

### Singolare maschile
Eliot Teltscher ha battuto in finale  Vitas Gerulaitis con il punteggio di 6–3, 6–1, 7–6

### Singolare femminile
Chris Evert ha battuto in finale  Andrea Jaeger con il punteggio di 6–3, 6–0

### Doppio maschile
Tracy Delatte /  Francisco González hanno battuto in finale  Steve Meister /  Eliot Teltscher con il punteggio di 7–6, 6–1

### Doppio femminile
Rosalyn Fairbank /  Beverly Mould hanno battuto in finale  Sandy Collins /  Andrea Leand con il punteggio di 6–1, 6–2